# Баран, Людмила Владимировна
Людми́ла Влади́мировна Бара́н (род. 24 января 1968, Видибор, Брестская область) — белорусский физик.

## Биография
Родилась 24 января 1968 года в д. Видибор Брестской области.
В 1990 году — с отличием окончила физический факультет Белорусского государственного университета.
- С 1999 года работала инженером кафедры физики твердого тела[1], младшим научным сотрудником, научным сотрудником, старшим научным сотрудником физического факультета Белорусского государственного университета[2].
- С 2004 года работала в Белорусском межвузовском центре обслуживания научных исследований сначала ведущим инженером, затем заведующей учебной лабораторией, заместителем заведующего отделом.
- С 2007 года — заместитель заведующего.
- С 2010 года — начальник отдела обслуживания научных исследований.
- С 2013 года — заведующий сектором обслуживания научных исследований.

## Научная деятельность
1999 год — защитила кандидатскую диссертацию на тему «Механические напряжения в ионно-имплантированных плёнках и их влияние на процессы массопереноса и рост фаз». Получила учёную степень кандидата физико-математических наук.
Специалист в области сканирующей зондовой микроскопии и электронной микроскопии.
Основное направления исследований: новые углеродсодержащие материалы на основе металлов и фуллеренов и их свойства при различных видах воздействия.
Автор более 150 научных публикаций.

### Избранные публикации
1. Baran L.V. Structure, Phase Composition, and Nanohardness of Vacuum-Annealed Multilayer Fullerite/Aluminum Films // Inorganic Materials. 2016. — V. 52, № 2. — Р. 113—119.
2. Баран Л. В. Модификация структуры и свойств плёнок олово-фуллерит, облучённых ионами бора // Физика и химия обработки материалов. — 2015. — № 5. — С. 5-9.
3. Баран Л. В. Структурно-фазовое состояние и локальные механические свойства плёнок фуллерит — алюминий с разной атомной долей металла // Перспективные материалы. −2014. — № 12. — С. 51—58.
4. Баран Л. В. Структурно-фазовое состояние плёнок фуллерит — олово с различной атомной долей металла // Неорганические материалы. — 2013. — Т. 49, № 3. — С. 260—268.
5. Baran L.V. Effect of Metal Content on the Structure and Phase Composition of Fullerite-Sn Films // Inorganic Materials. — 2013. — V. 49, № 3. — Р. 257—265.
6. Baran L.V. Structural-Phase State of Chromium-Fullerite-Chromium Films Subjected to Heat Treatment in Vacuum // Journal of Surface Investigation. X-ray, Synchrotron and Neutron Techniques. — 2013. — V. 7, № 6. — Р. 1188—1193.
7. Баран Л. В., Куис Д. В., Ойченко В. М., Окатова Г. П., Свидунович Н. А., Урбанович В. С. Влияние режимов термобарической обработки наноуглерода под высоким давлением на образование и тонкую структуру сверхтвердой фазы // Известия вузов. Химия и химическая технология. — 2013. — Т. 56, № 5. — С. 31—35.
8. T.N. Koltunowicz, P. Zhukowski, J.A. Fedotova, V.G. Bayev, E.A. Streltsov, L.V. Baran. Electrochemically Deposited Cobalt Nanoarrays in SiO2/n-Si Templates Produced by Swift Heavy Ion-Induced Modification Technology // Acta Physica Polonica A. — 2013. — V. 123, № 5. — Р. 929—931.
9. Баран Л. В. Комбинационное рассеяние света в плёнках фуллерит-олово с различной атомной долей металла // Углеродные наночастицы в конденсированных средах: сб. науч. ст. / Редкол.: П. А. Витязь (отв.ред.) [и др.]. — Минск: Институт тепло- и массообмена имени А. В. Лыкова НАН Беларуси, 2013. — С. 302—307.
10. Urbanovich V.S., Kuis D.V., Okatova G.P., Svidunovich N.A., Oichenko V.M., Baran L.V. Effect of High Pressure Sintering Nanocarbon Conditions on Formation and Fine Structure of Superhard Phase // International Conference on Modern Application of Nanotechnology (IBCN12). 27-29 June 2012, Minsk, Belarus. www.physics.by, http://ibcn12.kashanu.ac.ir.
11. Черенда Н. Н., Квасницкий В. В., Квасницкий В. Ф., Углов В. В., Баран Л. В., Гусакова С. В., Асташинский В. М., Кузьмицкий А. М. Морфология поверхности жаропрочного никелевого сплава, легированного цирконием под действием компрессионных плазменных потоков // Вакуумная техника и технология. — 2012. — Т. 22, № 1. — С. 57—64.
12. Egorov A.S., Krylova H.V., Lipnevich I.V., Shulitsky B.G., Baran L.V., Gusakova S.V., Govorov M.I. Structure of Modified Multi-Walled Carbon Nanotube Clusters on Conducting Organometallic Langmuir-Blodgett Films // Nonlinear Phenomena in Complex Systems. — 2012. — V. 15, № 2. — Р. 121—137.
13. Чумаков А. Н., Босак Н. А., Замковец А. Д., Ходасевич И. А., Шерешовец Н. Н., Баран Л. В. Лазерно-плазменное формирование наноструктур для спектроскопии гигантского комбинационного рассеяния // Труды IX Белорусско-Сербского симпозиума «Физика и диагностика лабораторной и астрофизической плазмы» (ФДП-9) / Под ред. В. И. Архипенко, В. С. Буракова, В. К. Гончарова. — Минск: Ковчег, 2012. — С. 133—136.
14. Баран Л. В. Особенности формирования структурно-фазового состояния медьсодержащих фуллеритовых плёнок // Наноструктурное материаловедение. — 2011. — № 1. — С. 50—61.
15. Zamkovets A.D., Ponyavina A.N., Aksimentyeva O.I., and Baran L.V. Surface Plasmon Resonance in Nanostructures Based on Polyparaphenylene — Silver Monolayers // Mol. Cryst. Liq. Cryst. — 2011. — V. 536. — Р. 86—92.
16. O.V. Buganov, A.D. Zamkovets, A.N. Ponyavina, S.A. Tikhomirov, L.V. Baran. Dynamics of electron excitations in densely packed plasmonic Ag/Na3AlF6 nanostructures under pulsed laser action // Journal of Applied Spectroscopy. — 2011. — V. 78, № 5. — P. 686—691.
17. Буганов О. В., Замковец А. Д., Понявина А. Н., Тихомиров С. А., Баран Л. В. Динамика электронных возбуждений в плазмонных плотноупакованных наноструктурах Ag/Na3AlF6 при импульсном лазерном воздействии // ЖПС. — 2011. — Т. 78, № 5. — С. 735—741.
18. Баран Л. В. Влияние термического отжига на структурно-фазовое состояние плёнок олово-фуллерит // Фуллерены и наноструктуры в конденсированных средах: Сб. науч. ст. / Редкол.: П. А. Витязь (отв.ред.) [и др.]. — Минск: Изд. центр БГУ, 2011. — С. 160—166.
19. Баран Л. В. Влияние термического отжига на структурно-фазовое состояние плёнок олово-фуллерит // Наноструктурное материаловедение. — 2011. — № 4. — С. 24—30.
20. Баран Л. В. Структурные и фазовые изменения в плёнках олово-фуллерит при отжиге // Поверхность. Рентгеновские, синхротронные и нейтронные исследования. — 2010. — № 8. — С. 89—94.
21. Баран Л. В. Изменение структурно-фазового состояния и нанотвердости плёнок титан-фуллерит при отжиге // Неорганические материалы. − 2010. — Т. 46, № 8. — С. 919—927.
22. Baran L.V. Changes in the Structures and Phases of Tin-Fullerite Films during Annealing // Journal of Surface Investigation. X-ray, Synchrotron and Neutron Techniques. — 2010. — V. 4, № 4. — Р. 691—695.
23. Baran L.V. Annealing Effect on the Structure, Phase Composition, and Nanohardness of Titanium/Fullerite Films // Inorganic Materials. — 2010. — V. 46, № 8. — Р. 824—832.
24. Баран Л. В. Эволюция структуры фуллеритовых плёнок, конденсированных на различные подложки // Поверхность. Рентгеновские, синхротронные и нейтронные исследования. — 2010. — № 9. — С. 84—88.
25. Замковец А. Д., Понявина А. Н., Баран Л. В. Усиление плазмонных резонансов в биметаллических планарных наноструктурах.// Оптический журнал. 2010. Т. 77. № 7. С. 64—68.
26. Zamkovets A. D., Ponyavina A. N., Aksimentyeva O.I., Baran L.V. Surface plazmon resonance in nanostructures based on polyparaphenilene — silver monolayers. / 8-th International Conference electronic processes in organic and inorganic materials (ICEPOM-8). May 17 — 22, 2010, Residence Synyogora, Ivano-Frankivsk Region, Ukraine, May 17-22, 2010. Publ. by Naukovyi Svit, Kyiv. — 2010. — P. 59—60.
27. Баран Л. В. Структура и условия образования кристаллитов фуллерита в плёнках Sn-C60 // Кристаллография. — 2009. — Т. 54, № 1. — С. 112—115.
28. Baran L.V. Structure and Conditions for the Formation of Fullerite Crystallites in Sn-C60 Films // Crystallography Reports. — 2009. — V. 54, № 1. — Р. 106—109.
29. Баран Л. В. Электросиловая микроскопия локальных электрических свойств плёнок олово-фуллерит // Перспективные материалы. — 2009. — № 5. — С. 86—90.
30. Zamkovets A.D., Ponyavina A.N., Baran L.V. Localized surface plasmon enhancement at bimetallic planar nanostructures / Proceeding of the International Conference «Nanomeeting-2009» (Minsk, Belarus, 26-29 May 2009). Physics, Chemistry and Application of Nanostructures. Ed. V.E. Borisenko, S.V. Gaponenko, V.S. Gurin. «World Scientific», Singapore, 2009. — P. 180—183.
31. Saad A., Fedotova J., Baran L., Svito I., Larkin A., Fedotov A., Kovaliova S., Mosunov E. Scanning probe microscopy of CoFeZr-alumina nanocomposites // Proceeding of the International Conference «Nanomeeting-2009» (Minsk, Belarus, 26-29 May 2009). Physics, Chemistry and Application of Nanostructures. Ed. V.E. Borisenko, S.V. Gaponenko, V.S. Gurin. «World Scientific Publishing Company Incorporated», Singapore, 2009. — P. 244—247.
32. Zhdanok S.A., Shpilevsky E.M., Shpilevsky M.E., Baran L.V. The properties of metal-fullerene materials // XI International Conference «Hydrogen materials science and chemistry of carbon nanomaterials», August 25-31, Yalta, 2009. — Kiev: AHEU. P. 540—541.
33. Баран Л. В. Структурно-фазовое состояние, электрические и механические свойства плёнок фуллерита, имплантированных ионами бора // Физика и химия обработки материалов. — 2008. — № 4. — С. 18—22.
34. Баран Л. В. Структура плёнок титан-фуллерит / Наночастицы в конденсированных средах: сб. науч.ст. / НАН Беларуси, Ин-т тепло- и массообмена; редкол.: П. А. Витязь [и др.]. — Минск: Изд. центр БГУ, 2008. — С. 148—153.
35. Баран Л. В. Структурная стабильность плёнок олово-фуллерит // Перспективные материалы. — 2007. — № 5. — С. 24—28.
36. Баран Л. В. Особенности распыления плёнок олово-фуллерит ионами Ar+ с энергией 3,5 кэВ // Физика и химия обработки материалов. — 2007. — № 5-9. — С. 75—79.
37. Baran L.V. Spontaneous growth of single crystals of various shapes in tin-fullerite films // Crystallography Reports. — 2006. — Vl. 51, № 4. — Р. 690—695.
38. Баран Л. В., Окатова Г. П., Ухов В. А. Структурно-фазовые превращения в плёнках олово-фуллерит // ФТТ. — 2006. — Т. 48, № 7. — С. 1336—1339.
39. Baran L.V., Okatova G.P., Ukhov V.A. Structural phase transformation in tin-fullerite films // Physics of the Solid State. 2006. V. 48, № 7. — Р. 1418—1421.
40. Баран Л. В., Гусакова С. В. Образование новой фазы с наноразмерными элементами структуры в медь-фуллеритовых плёнках при отжиге // Поверхность. Рентгеновские, синхротронные и нейтронные исследования. — 2006. — № 12. — С. 49—52.
41. Баран Л. В. Структурно-фазовые изменения в плёнках олово-фуллерит / Углеродные наноструктуры: Сб. научных трудов. — Минск: Институт тепло- и массообмена имени А. В. Лыкова НАН Беларуси, 2006. — С. 219—224.
42. Баран Л. В., Окатова, Ухов В. А. Изменение фазового состава и структуры трёхслойных плёнок Ti-C60-Ti при отжиге в вакууме // Перспективные материалы. — 2005. — № 4. — С. 64—68.
43. Baran L.V. Growth of flowerlike crystals and whiskers in tin — fullerene films / IX International Conference «Hydrogen Materials Science and Chemistry of Carbon Nanomaterials», September 5-11, Sevastopol, 2005. — Kiev: AHEU. — P. 680—681.
44. Шпилевский Э. М., Баран Л. В., Окатова Г. П. Внутренние механические напряжения в плёнках титан-фуллерен / Фуллерены и фуллереноподобные структуры: Сб. научных трудов. — Минск: Институт тепло- и массообмена имени А. В. Лыкова НАН Беларуси, 2005. — С. 120—129.
45. Шпилевский Э. М., Баран Л. В., Евтух А. А., Матвеева Л. А., Литовченко В. Г., Семененко Н. А. Электронная полевая эмиссия упорядоченных наноструктур Cu-C60 / Фуллерены и фуллереноподобные структуры: Сб. научных трудов. — Минск: Институт тепло- и массообмена имени А. В. Лыкова НАН Беларуси, 2005. — С. 22—31.
46. Баран Л. В., Шпилевский Э. М., Шмегера Р. С., Дуб С. Н. Изменение структуры и твердости слоистых плёнок титан — фуллерит при отжиге / Фуллерены и фуллереноподобные структуры: Сб. научных трудов. — Минск: Институт тепло- и массообмена имени А. В. Лыкова НАН Беларуси, 2005. — С. 275—285.
47. Шпилевский Э. М., Баран Л. В. Структурные и фазовые изменения в плёнках медь — фуллерен при ионной имплантации и термическом отжиге // Препринт № 5. — Минск: Институт тепло- и массообмена имени А. В. Лыкова НАН Беларуси, 2004. — 60 с.
48. Баран Л. В., Шпилевский Э. М., Окатова Г. П. Фазовый состав и структура плёнок Cu-C60, подвергнутых ионному и термическому воздействиям // Перспективные материалы. — 2004. — № 4. — С. 76—81.
49. Баран Л. В., Шпилевский Э. М., Ухов В. А. Образование фаз в слоях медь — фуллерит при отжиге в вакууме // Вакуумная техника и технология. — 2004. — Т. 14, № 1. — С. 47-52.
50. Baran L.V., Shpilevsky E.М., Okatova G.P. Structural — phase transformations in titanium — fullerene films at implantation of boron ions // Hydrogen Materials Science and Chemistry of Carbon Nanomaterials. — Kluwer Academic Publishers. Netherlands. 2004. — P. 115—122.
51. Шпилевский Э. М., Баран Л. В., Окатова Г. П. Структурно-фазовый состав плёнок Cu-C60, полученных конденсацией в вакууме из совмещённого атомно-молекулярного поток / Перспективные материалы. — 2003. — № 3. — С. 56—61.
52. Baran L.V., Shpilevsky E.М., Okatova G.P. Structural — phase transformations in titanium — fullerene films at implantation of boron ions / VIII International Conference «Hydrogen mate-rials science and chemistry of carbon nanomaterials», September 14-20, Sudak, 2003. — Kiev: IHSE. — P. 744—745.
53. Shpilevsky E.M., Shpilevsky M.E., Baran L.V. Origin and growth of phases in implanted two-layer films // European Materials Reserch Society 2000 Spring Meeting, May 30 — June 2, 2000, Congress Center, Strasbourg, France. Final book of abstracts. — Р. 452.
54. Shpilevsky E.M., Shpilevsky M.E., Baran L.V., Zhukovski P. Converse Kirkendall effect in ion-implanted stratums // Ion implantation and other application of ions and electrons: Abstracts III International symposium. Kazimierz Dolny, June 12-15, 2000. — Lublin: Technical University of Lublin, 2000. — P. 95.
55. Shpilevsky E.M., Shpilevsky M.E., Baran L.V., Zhukovski P., Carwat Cz. Relaxation of mecanical stresses in ion-implanted layers // Ion implantation and other application of ions and electrons: Abstracts III International symposium. Kazimierz Dolny, June 12-15, 2000. — Lublin: Technical University of Lublin, 2000. — P. 96.
56. Шпилевский Э. М., Баран Л. В. Особенности зарождения и роста фаз в плёнках молибден-кремний, имплантированных ионами азота и бора // Неорг. матер. — 1999. — № 11. — С. 1337—1340.
57. Shpilevsky E.M., Baran L.V. Nucleation and growth of new phases in nitrogen- and boron- ion-implanted molybdenum-silicon bilayer films // Inorganig Materials. — V. 35, № 11. — 1999. — P. 1143—1146.
58. Шпилевский Э. М., Баран Л. В., Шпилевский М. Э. Вакуумное осаждение металл-фуллереновых плёнок // Материалы, технологии, инструменты. — 1998. — Т. 3, № 2. — С. 105—108.
59. Шпилевский Э. М., Баран Л. В. Механические напряжения в ионно-имплантированных плёнках Mo — Si // Физ. и хим. обработки материалов. — 1998. — № 6. — C. 15—19.
60. Шпилевский Э. М., Баран Л. В. Особенности роста фаз в плёнках молибден-кремний, имплантированных ионами азота. // Тугоплавкие соединения в микроэлектронике: Сб. ст. / Под ред. Л. А. Двориной. — Киев: ИПМ, 1996. — С. 25—30.
61. Шпилевский Э. М., Баран Л. В. Рост фаз в плёнках молибден-кремний, имплантированных ионами азота и бора // Новые материалы: Сб. ст. / Под ред. В. М. Анищика. — Минск: ИИВЦ Белгосуниверситета, 1996. — С. 78—81.